# Platythyrea cribrinodis
Platythyrea cribrinodis är en myrart som först beskrevs av Gerstaecker 1859.  Platythyrea cribrinodis ingår i släktet Platythyrea och familjen myror. Inga underarter finns listade i Catalogue of Life.

## Bildgalleri

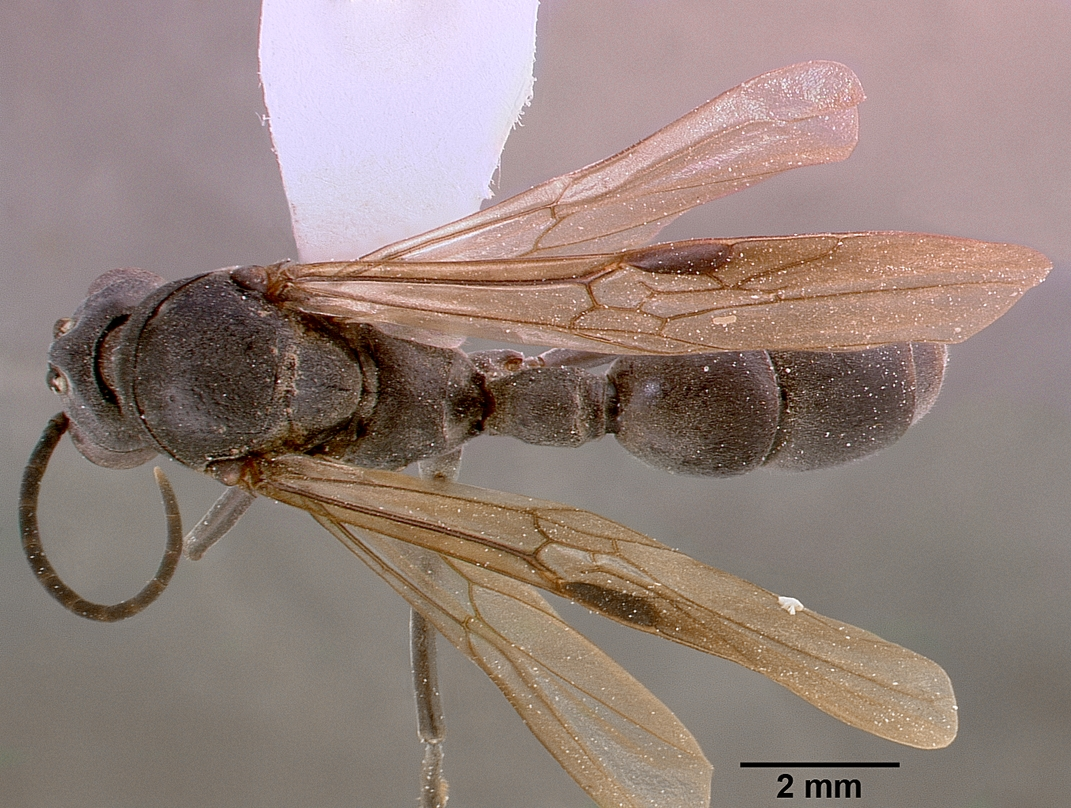
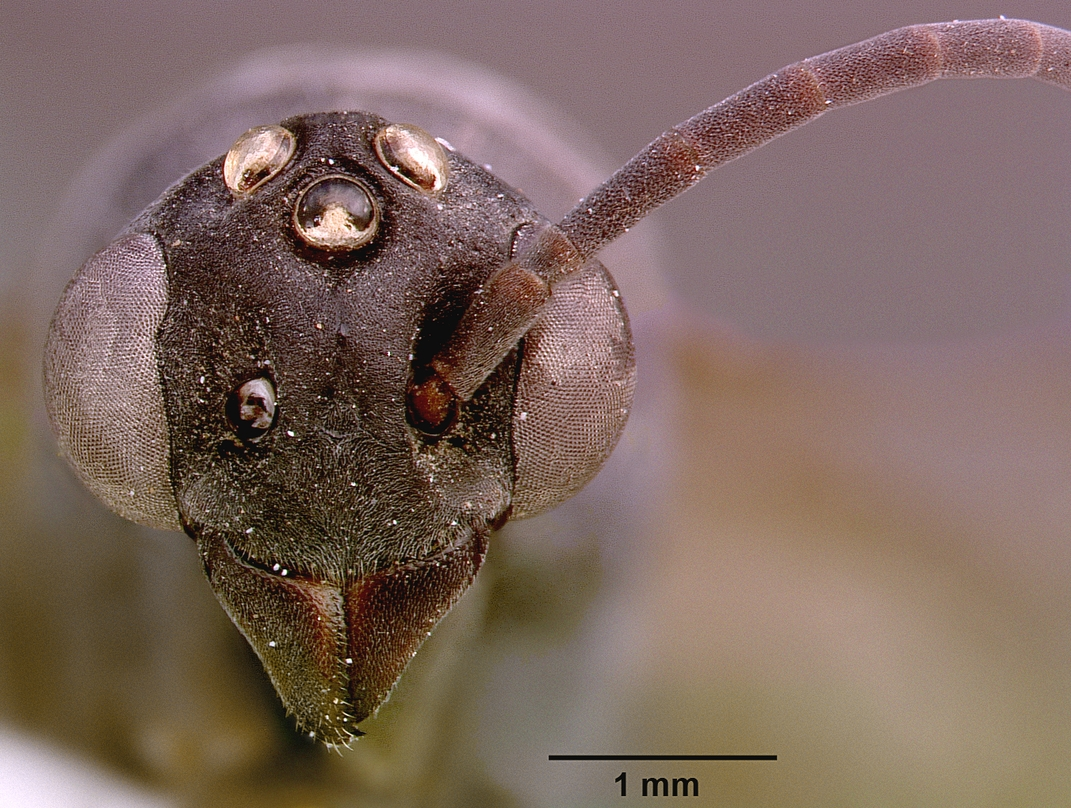
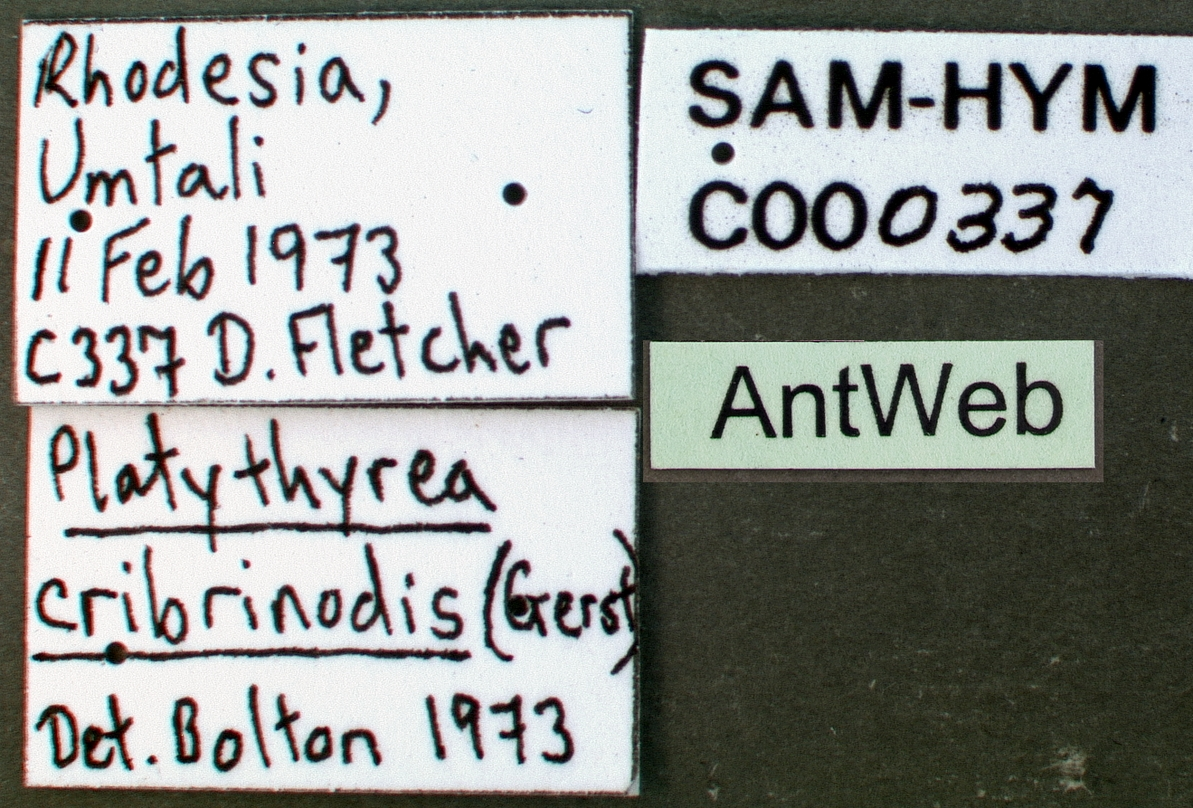
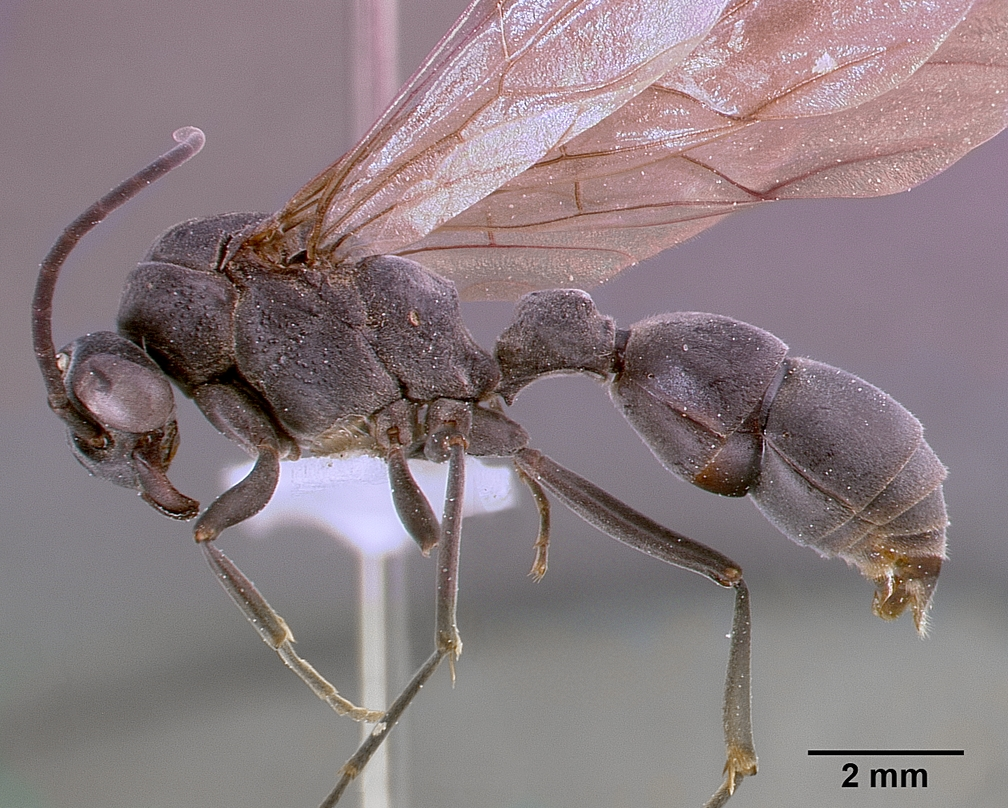
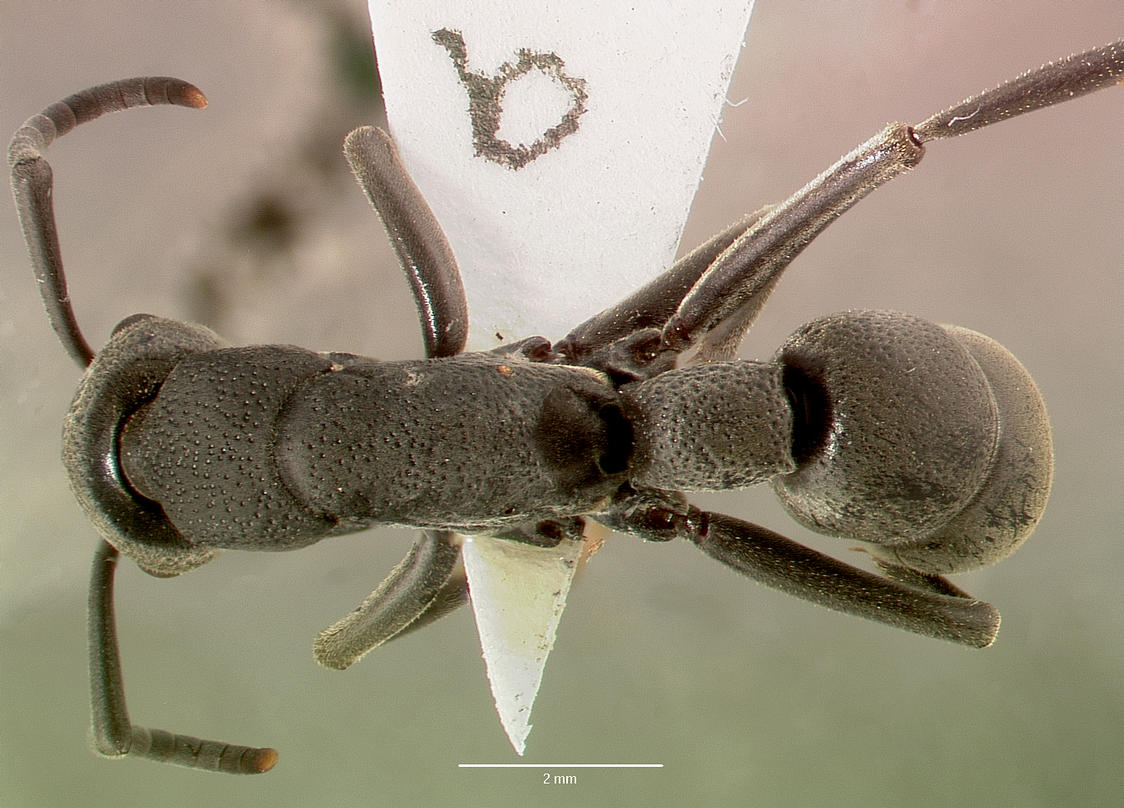
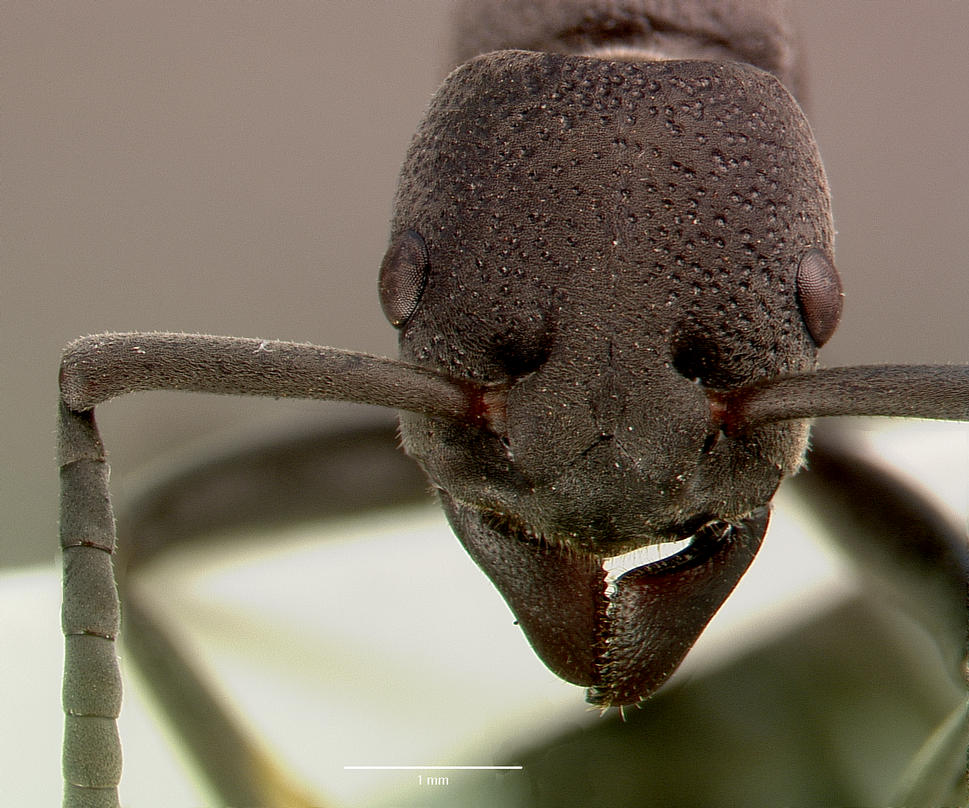